# Niki
Anbumani, tên thật là Niki (tiếng Nga: Ники) là một con mèo Scotland Fold đực và là con mèo nổi tiếng quốc tế trên Instagram. FamousNiki trở nên phổ biến trên Internet (đặc biệt là ở nước bản địa của nó, Nga) vì có các hành vi giống con người, nét mặt và nhiều tư thế khác thường.

## Chủ nhân
Chủ sở hữu của Niki là Victoria Virta. Cô là một nhân vật truyền thông nổi tiếng của Nga và huấn luyện viên kinh doanh. Cô là người đồng sáng lập và đồng sở hữu của studio kỹ thuật số Funaction, công ty sở hữu quyền đối với thương hiệu nổi tiếng.

## Phổ biến
Nổi tiếngNiki trở nên phổ biến trên internet nhờ khả năng ngồi thẳng trên hai chân sau. Theo Virta, famousNiki sở hữu khả năng này ngay cả trong những năm đầu đời và tư thế của nó không phải do bất kỳ một biến dạng dị thường nào. Cô nói: "Đó là cách nó cảm thấy thoải mái." Một khả năng nổi tiếng khác là khả năng bắt chước con người bằng cách đi bằng hai chân sau.
Trong hai năm, FamousNiki đã thu thập được hơn 127.000 người theo dõi trên Instagram và hơn 35.000 người theo dõi trên Facebook. Những người hâm mộ con mèo Nga nổi tiếng đã tạo ra một cộng đồng người hâm mộ trên mạng xã hội VKontakte, nơi họ tự hào có hơn 1.000 thành viên. Một trong những bức ảnh của FamousNiki là trên Facebook trở thanh 100 bức ảnh mèo quan trọng nhất mọi thời đại Biểu đồ theo BuzzFeed.

## Xuất hiện trên phương tiện truyền thông
Xuất hiện trên phương tiện truyền thông quốc tế nổi tiếng bao gồm: Daily Mail, Daily Mirror, Metro, Russia Today Spain, La Jalea, Klonblog, Entremujeres, Stufffeed, và một số nguồn khác. Một số lần xuất hiện trên truyền hình đã được thực hiện trên các kênh tiếng Nga và các kênh truyền hình nước ngoài. Niki cũng đã xuất hiện trên một chương trình phát thanh của Dịch vụ Tin tức Nga. Vào năm 2013, hình ảnh của Niki đã được sử dụng bởi Franctasy, một nghệ sĩ từ Hồng Kông, chuyên vẽ tranh cho thú cưng nổi tiếng, để quyên tiền cho các nạn nhân của vụ đánh bom Boston Marathon.